# Union Internationale des Associations d'Alpinisme
L'Union Internationale des Associations d'Alpinisme (UIAA), Unione Internazionale delle Associazioni Alpinistiche in italiano, ma anche nota col termine in lingua inglese International Mountaineering and Climbing Organisation, è l'organizzazione internazionale che raggruppa decine di federazioni nazionali di sport di montagna (come ad esempio l'alpinismo, l'arrampicata e lo sci alpinismo) e le rappresenta presso il Comitato Olimpico Internazionale. Le organizzazioni aderenti sono 82, in rappresentanza di 57 Paesi.
L'organizzazione è la portavoce a livello mondiale di milioni di alpinisti, escursionisti e scalatori. Promuove tutti gli sport di montagna con particolare attenzione verso i giovani, la difesa dell'ambiente montano, lo sviluppo delle comunità locali e la sicurezza degli sportivi impegnati in montagna (una commissione dell'UIAA si occupa infatti di fissare gli standard di sicurezza delle attrezzature per l'alpinismo, certificandone l'idoneità e consentendo ai fabbricanti di apporre su di esse la "UIAA Safety Label").

## Storia

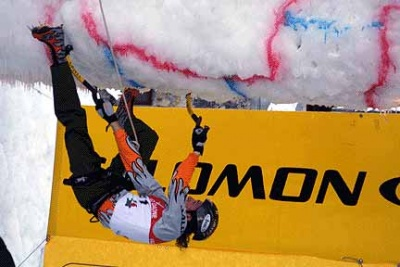
Campionato del mondo di arrampicata su ghiaccio 2007

L'UIAA venne fondata a Chamonix nell'agosto 1932 da venti associazioni alpinistiche allo scopo di «studiare e risolvere i problemi legati all'alpinismo». Uno di questi problemi era la mancanza di una scala internazionale del grado di difficoltà alpinistico, che portò oltre trent'anni dopo alla formalizzazione della "scala UIAA".
Negli anni sessanta l'UIAA iniziò il proprio impegno sul fronte della protezione ambientale, opponendosi alla costruzione delle funivia sul Monte Bianco (Aiguille du Midi, Colle del Gigante) e sul Monte Pilatus, riuscendo a bloccare analoghi progetti sul Cervino e sulla Jungfrau.
Nel 1965 fu approvato il primo documento relativo all'UIAA safety label (marchio di sicurezza dell'UIAA), una lista di caratteristiche tecniche che le attrezzature i materiali alpinistici dovevano avere per essere considerati sicuri. I prodotti che rispettano tali caratteristiche riportano il marchio UIAA come garanzia di sicurezza per l'utilizzatore.
Nel 1967, durante l'assemblea generale dell'UIAA a Madrid, il delegato spagnolo Félix Mendes-Torres, con l'aiuto dell'americano Fritz Wiessner, propose di adottare e migliorare la scala Welzenbach, una scala del grado di difficoltà alpinistico, ideata dall'alpinista austriaco Willo Welzenbach. Nacque così la scala UIAA.
La dichiarazione di Katmandu, un appello contro il degrado della montagna, fu pubblicata nel 1982 a seguito di anni di riflessioni sull'impatto dell'alpinismo e delle attività sportive sull'ambiente montano.
L'UIAA iniziò ad operare nel campo degli sport di competizione nel 1989, quando organizzò la prima Coppa del mondo di arrampicata. A questa seguirono nel 2000 la Coppa del mondo di arrampicata su ghiaccio e nel 2002 i Campionati mondiali di sci alpinismo e il Campionato del mondo di arrampicata su ghiaccio. Nel 2006 l'UIAA concluse di non essere più in grado di gestire l'arrampicata sportiva, che quindi si organizzò in una federazione autonoma. Lo stesso percorso seguì nel 2008 lo sci alpinismo. Rimase invece all'interno della federazione l'arrampicata su ghiaccio.
Nel 2007, a seguito di modifiche apportate allo Statuto che diminuivano il peso relativo delle singole organizzazioni il DAV e l'OEAV, cioè i club alpini tedesco ed austriaco, abbandonarono l'organizzazione. Dopo tali defezioni, il CAI rimase l'associazione più numerosa in seno all'UIAA.
L'assemblea generale del 2009 approvò la Mountain Ethics Declaration (dichiarazione dell'etica di montagna), relativa ai comportamenti nel campo dell'alpinismo.
Problemi di bilancio hanno portato nel 2011 alle dimissioni del Presidente Mike Mortimer (USA), al quale, dopo un periodo di vacatio, è succeduto l'olandese Frits Vrijlandt. Il 5 ottobre 2013 si è tenuta a Pontresina (CH) un'assemblea generale dell'organizzazione nella quale è stata accolta la richiesta di rientro nell'organizzazione del DAV e dell'OEAV.

## Attività

L'UIAA Safety Label, che viene apposto sui prodotti conformi alle specifiche UIAA sulla sicurezza

L'UIAA è riconosciuta dal Comitato Olimpico Internazionale come rappresentante per gli sport di montagna.
La federazione è organizzata in un'assemblea generale e una serie di commissioni:
- Mountaineering Commission: si occupa di standard, regolamentazione ed etica dell'alpinismo. Produce i Training Standards[6], relativi alla didattica dell'alpinismo, e la Mountain Ethics Declaration[7], relativa all'etica dell'alpinismo.
- Safety commission: per garantire la sicurezza di chi pratica sport di montagna stabilisce le caratteristiche necessarie ai produttori di attrezzatura per avere l'UIAA Safety Label[8].
- Mountain Protection commission: si occupa della tutela dell'ambiente montano.
- Medical commission: promuove lo sviluppo e l'applicazione della medicina di montagna, relativa al mal di montagna e ad altri stati patologici d'alta quota.
- Youth commission: promuove gli sport di montagna tra i giovani
- Access Commission: ha lo scopo di favorire l'accesso alle montagne nel rispetto dell'ambiente e della cultura locale, in particolare dove questo è limitato a causa di leggi, proprietà o guerre.
- Anti-Doping Commission: agisce contro il doping negli sport di competizione afferenti alla federazione. L'UIAA riconosce ed implementa i programmi della WADA.

Tramite un suo dipartimento interno, l'International Commission for Ice Climbing Competitions (ICICC), l'UIAA organizza e regolamenta i tornei e campionati internazionali di arrampicata su ghiaccio. Fra gli obiettivi dell'UIAA vi è quello di far includere l'arrampicata su ghiaccio nei giochi olimpici invernali. Dal 2006 l'UIAA non gestisce più l'arrampicata sportiva, avendo invitato i membri dell'International Council for Competition Climbing (il dipartimento che si occupava di tale disciplina) a fondare una Federazione sportiva internazionale, favorendo così la nascita dell'International Federation of Sport Climbing, in seguito riconosciuta dal CIO. In maniera analoga l'UIAA ha cessato di gestire le competizioni di sci alpinismo, con la trasformazione dell'International council for ski mountaineering competitions (ISMC) in una federazione autonoma, l'International Ski Mountaineering Federation.

## Suddivisione orografica alpina alternativa
L'Union Internationale des Associations d'Alpinisme propone una sua suddivisione non ufficiale dell'orografia alpina e appenninica dell'Italia, non avendo mai adottato quella ufficiale della SOIUSA.
Rispetto a quest'ultima, le principali differenze sono:

### Carso
Secondo la SOIUSA il Carso sarebbe escluso dalle Alpi, in quanto secondo la letteratura geografica slovena esso non appartiene al sistema alpino, ma alla regione continentale, ossia al sistema dinarico.
Ciò causò un'interrogazione parlamentare da parte di Roberto Menia presentata il 17 giugno 2004, nella quale si paventava la circostanza che in tale ipotesi la città di Trieste non sarebbe più stata geograficamente italiana.
Lo speleologo e carsologo Fabio Forti rigettò la tesi dinarica, a suo parere provocata solo da questioni politiche sorte sul confine orientale dopo la fine della seconda guerra mondiale, aggiungendo che a suo parere la regione, fatta salva la sua posizione tra sistema alpino e dinarico, appartiene al primo per ragioni storiche, geografiche, geomorfologiche e geologiche.

### Dolomiti
Il sistema UIAA sostiene che, a differenza della classificazione SOIUSA, in tale sistema non vadano inserite montagne che non hanno natura dolomitica, quali il Lagorai o la Cima d'Asta.
UIAA sostiene che altri monti a matrice dolomitica appartengono ad altri gruppi per diverse motivazioni, come le Dolomiti di Brenta, le Piccole Dolomiti, le Dolomiti Friulane

## Federazioni

### Federazioni membri
| Paese                | Federazione                                                                         | Anno di affiliazione |
| -------------------- | ----------------------------------------------------------------------------------- | -------------------- |
| Andorra              | Federacio Andorrana de Muntanyisme (FAM)                                            | 1982                 |
| Argentina            | Federaciòn Argentina de Ski y Andinismo (FASA)                                      | 1951                 |
| Azerbaigian          | Mountaineering Federation of Azerbaijan Republic (AAF)                              | 2011                 |
| Azerbaigian          | Azerbaijan Air and Extreme Sports Federation (FAIREX)                               | 2011                 |
| Belgio               | Climbing & Mountaineering Belgium (CMBEL)                                           | 1932                 |
| Bosnia ed Erzegovina | Mountaineering Union of Bosnia - Herzegovina (PSBH)                                 | 1997                 |
| Brasile              | Confederação Brasileira de Montanhismo e Escalada (CBME)                            | 2005                 |
| Bulgaria             | Bulgarian Climbing and Mountaineering Federation (BCMF)                             | 1935                 |
| Canada               | Alpine Club of Canada (ACC)                                                         | 1947                 |
| Canada               | Ecole Nationale d'Escalade du Québec (ENEQ)                                         | 2002                 |
| Canada               | Fédération Québécoise de la Montagne et de l'Escalade (FQME)                        | 1975                 |
| Cile                 | Federación de Andinismo de Chile (FEACH)                                            | 1955                 |
| Cina                 | Chinese Mountaineering Association (CMA)                                            | 1985                 |
| Cina                 | China Hong Kong Mountaineering and Climbing Union (CHKMCU)                          | 1988                 |
| Cipro                | Mountaineering and Climbing Federation of Cyprus (KOMOA)                            | 2007                 |
| Corea del Sud        | Corean Alpine Club (CAC)                                                            | 1969                 |
| Corea del Sud        | Korean Alpine Federation (KAF)                                                      | 1969                 |
| Croazia              | Hrvatski planinarski savez (HPS)                                                    | 1991                 |
| Danimarca            | Dansk Bjergklub (DB)                                                                | 1977                 |
| Danimarca            | Dansk Klatreforbund (DCF)                                                           | 1998                 |
| Finlandia            | Finnish Climbing Association (FCA)                                                  | 1994                 |
| Francia              | Fédération française des clubs alpins et de montagne (FFCAM)                        | 1932                 |
| Georgia              | Mountaineering and Climbing Association of Georgia (MCAG)                           | 1993                 |
| Giappone             | Japan Mountaineering Association (JMA)                                              | 1967                 |
| Grecia               | Hellenic Federation of Mountaineering and Climbing (EOOA)                           | 1936                 |
| India                | Indian Mountaineering Foundation (IMF)                                              | 1981                 |
| India                | Himalayan Mountaineering Institute (HMI)                                            | 2011                 |
| India                | Nehru Institute for Mountaineering (NIM)                                            | 2011                 |
| Iran                 | I.R. Iran Mountaineering and Sport Climbing Federation (I.R.IMSCF)                  | 1972                 |
| Irlanda              | Mountaineering Ireland (MCI)                                                        | 2004                 |
| Israele              | The Israeli Alpine Club (ILAC)                                                      | 2009                 |
| Italia               | Club Alpino Italiano (CAI)                                                          | 1932-2018, 2022-     |
| Italia               | Alpenverein Südtirol (AVS)                                                          | 1974                 |
| Italia               | International Skyrunning Federation (ISF)                                           | 2011                 |
| Kosovo               | Kosovo Mountaineering and Alpinist Federation (KMAF)                                | 2011                 |
| Lettonia             | Latvijas Alpinistu Savieniba (LAA)                                                  | 1992                 |
| Liechtenstein        | Liechtensteiner Alpenverein (LAV)                                                   | 1959                 |
| Lituania             | Lithuanian Mountaineering Association (LMA)                                         | 1991                 |
| Lussemburgo          | Fédération Luxembourgeoise d'Escalade, de Rendonnée Sportive et d'Alpinisme (FLERA) | 1960                 |
| Macedonia del Nord   | FYR Macedonian Mountain Sport Federation (MMSF)                                     | 1999                 |
| Messico              | Federación Mexicana de Deportes de Montaña y Escalada AC (FMDME)                    | 1947                 |
| Monaco               | Club Alpin Monégasque (CAM)                                                         | 1994                 |
| Mongolia             | National Mountaineering Federation of Mongolia (NMF)                                | 2010                 |
| Nepal                | Nepal Mountaineering Association (NMA)                                              | 1975                 |
| Norvegia             | Norges Klatreforbund (NK)                                                           | 1993                 |
| Norvegia             | Norsk Tindeklub (NTK)                                                               | 1965                 |
| Nuova Zelanda        | New Zealand Alpine Club (NZAC)                                                      | 1932                 |
| Paesi Bassi          | Royal Dutch Mountaineering and Climbing Club (NKBV)                                 | 1932                 |
| Pakistan             | Alpine Club of Pakistan (ACP)                                                       | 1979                 |
| Polonia              | Polish Mountaineering Association (PZA)                                             | 1932                 |
| Portogallo           | Clube Nacional de Montanhismo (CNM)                                                 | 1955                 |
| Portogallo           | Federação de Campismo e Montanhismo de Portugal (FCMP)                              | 1992                 |
| Portogallo           | Federação Portuguesa de Montanhismo e Escalada (FPME)                               | 2004                 |
| Rep. Ceca            | Cesky Horolezecky Svaz (CMA)                                                        | 1932                 |
| Rep. Dominicana      | Associación Dominicana De Escalada y Montañismo (ADEM)                              | 2010                 |
| Regno Unito          | British Mountaineering Council (BMC)                                                | 1932                 |
| Regno Unito          | The Alpine Club (TAC)                                                               | 2003                 |
| Romania              | Clubul Alpin Român (CAR)                                                            | 1937                 |
| Romania              | Federația Română de Alpinism și Escaladă (FRAE)                                     | 1990                 |
| Russia               | Climbing Federation of Russia (CFR)                                                 | 2004                 |
| Russia               | Russian Mountaineering Federation (RMF)                                             | 2007                 |
| Serbia               | Mountaineering Association of Serbia (PSS)                                          | 2002                 |
| Slovacchia           | Slovensky Horolezecky Spolok JAMES (SMU JAMES)                                      | 1932                 |
| Slovenia             | Alpine Association of Slovenia (PZS)                                                | 1991                 |
| Stati Uniti          | Alaskan Alpine Club (ALAC)                                                          | 1985                 |
| Stati Uniti          | American Alpine Club (AAC)                                                          | 1932                 |
| Sudafrica            | The Mountain Club of South Africa (MCSA)                                            | 1992                 |
| Spagna               | Centre Excursionista de Catalunya (CEC)                                             | 1932                 |
| Spagna               | Euskal Mendizale Federazioa (EMF)                                                   | 2002                 |
| Spagna               | Federació d'Entitats Excursionistes de Catalunya (FEEC)                             | 2000                 |
| Spagna               | Federación Española de Deportes de Montaña y Escalada (FEDME)                       | 1932                 |
| Svezia               | Svenska Klätterförbundet (SKF)                                                      | 1973                 |
| Svizzera             | Schweizer Alpen-Club (SAC)                                                          | 1932                 |
| Svizzera             | Vereinigung Akademischer Alpenclubs der Schweiz (VAACS)                             | 1985                 |
| Taipei cinese        | Chinese Taipei Alpine Association (CTAA)                                            | 1989                 |
| Taipei cinese        | Chinese Taipei Mountaineering Association (CTMA)                                    | 1993                 |
| Turchia              | Turkiye Dagcilik Federasyonu (TDF)                                                  | 1967                 |
| Turchia              | Zirve Mountaineering Club (ZMC)                                                     | 2011                 |
| Ucraina              | Ukrainian Mountaineering Federation (UMF)                                           | 1991                 |
| Ungheria             | Magyar Hegy- és Sportmászó Szövetség (MHSSz)                                        | 1932                 |
| Ungheria             | Magyar Sportturisztikai Szövetség (MSTSZ)                                           | 2003                 |

### Federazioni osservatrici
| Paese      | Federazione                                                          | Anno di affiliazione |
| ---------- | -------------------------------------------------------------------- | -------------------- |
| Ecuador    | Union Panamericana de Associaciones Montañismo y Escalada (UPAME)    | 1994                 |
| Portogallo | Clube de Actividades de Ar Libre (CAAL)                              | 2011                 |
| Svizzera   | Union Internationale des Associations de Guides de Montagnes (UIAGM) | 1987                 |
| Rep. Ceca  | Czech Mountain Leader Association (CMLA)                             | 2011                 |

### Ex membri
| Paese     | Federazione                                      | Anno di affiliazione |
| --------- | ------------------------------------------------ | -------------------- |
| Belgio    | Klim- en Bergsportfederatie (KBF)                | 2003                 |
| Hong Kong | Hong Kong Sport Climbing Union (HCSCU)           | 1997                 |
| Italia    | Federazione Arrampicata Sportiva Italiana (FASI) | 1989                 |